# 派佩
派佩 或者 派佩（英語：Piper）可以指：
- 比莉·派佩（英語：Billie Paul Piper，1982年9月22日－)，英國女演員、電影製片人和前歌手。
- 羅迪·派珀（英語：Roddy Piper，1954年4月17日－2015年7月31日），加拿大電影演員和退役職業摔跤手。

|  | 本页或本分段罗列了姓氏为「派佩」的人物。 如果是一个指代特定个人的内链将您引导到本页，請考慮修正該人物的名字以將链接指向正確的條目。 |